# Jesús Nazareno de Atalaya

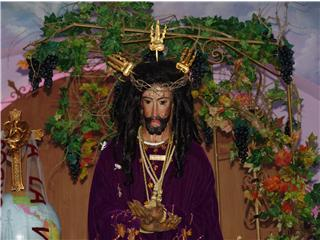
Imagen del cristo

Jesús Nazareno de Atalaya, popularmente conocido como El Nazareno, es una imagen que se encuentra en la comunidad de Atalaya en la provincia de Veraguas, Panamá. Más de 200 mil peregrinos de todos los lugares se dan cita a visitar a la imagen desde el miércoles de ceniza hasta el Primer Domingo de Cuaresma, cuando finaliza la procesión más grande de Panamá. La mayoría lo hace caminando largas distancias para pagar los milagros o hacer peticiones al cristo.

## Historia
Sus inicios datan desde 1710 por la Familia Valdés provenientes de Asturias. Donde el fundador de la familia Don Ciprian de Valdés, caballero de la orden de Calatrava y era también cofrade del Jesús nazareno de Oviedo. Donde dio Inicio a la peregrinación al Jesús nazareno de Atalaya, por más de 300 años, aquella fe sigue  vigente y latente entre los Panameños. Se sabe que ya en 1730 el poblado era visitado por peregrinos de la Villa de Los Santos, Montijo, Las Palmas, La Mesa, Santiago y San Francisco. En aquella época, la imagen del Cristo se veneraba en un pequeño bohío o capilla construida con madera y pencas. 
Fue así, según registran los documentos, que ese lugar de la provincia de Veraguas se convirtió, desde finales del siglo XVII por obra y gracia del Nazareno, en un verdadero centro de religiosidad y refugio de paz para los católicos de Panamá.

## Peregrinación
Son miles de milagros los que afirman seguidores del cristo que ha realizado ya que la mayoría de las personas están pagando mandas al cristo de milagros que ha concedido desde ayudas económicas, hasta enfermedades altamente mortíferas afirman los seguidores que ha curado.

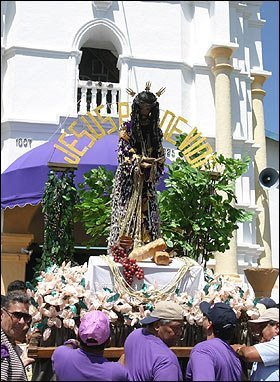
Paseo del cristo.

## La imagen
En la Revista Atalaya, Tierra de Peregrinos, Juan Manuel Guevara indica que la imagen que se conserva de Jesús Nazareno en Atalaya, en un bohío, data de 1730, cuando ya existía la ferviente devoción de ese pueblo y de otros del interior. Un documento firmado en 1752 por el mayordomo José Núñez de Arco, cita las peregrinaciones que a Jesús Nazareno hicieron en ese año los pueblos de Montijo, Las Palmas, la ciudad de Ducal de Veraguas, la Villa de Los Santos, Las Tablas, entre otros. 
Sobre la base del libro de monseñor Pedro Mega y testimonios recogidos por el sacerdote Juan José Cánovas en 1912, se relata una de las probables teorías sobre la llegada de la imagen y devoción al Nazareno. 
Debido a las rencillas entre los jefes indígenas y los españoles, se registró una guerra entre ambos grupos. Los españoles prometieron que si ganaban la guerra, ellos donarían una imagen de Jesús Nazareno a los aborígenes. Y así sucedió, los españoles ganaron la guerra, trajeron la imagen, no se sabe de dónde, la obsequiaron a los nativos, quienes armaron un rancho de paja y empezó la devoción al Cristo Milagroso, hasta nuestros días.
En 1964, el templo de Atalaya fue declarado Basílica Menor y es la segunda que existe en todo el territorio nacional.